# محمد نديم ممثل مسرح
محمد إبراهيم نديم
| تاريخ_الولادة = 2002
| مكان_الولادة  = منية النصر، محافظة الدقهلية، مصر
| الجنسية     = مصري
| المهنة       = شاعر مسرحي، مخرج، ممثل، مصمم إضاءة
| سنوات_النشاط = 2017 – حتى الآن
}}
محمد إبراهيم نديم (مواليد 2002 في منية النصر، محافظة الدقهلية، مصر) هو شاعر ومخرج وممثل ومصمم إضاءة مسرحي مصري، ارتبط اسمه بمسرح الطفل في محافظة الدقهلية ضمن فعاليات الهيئة العامة لقصور الثقافة.

## السيرة الشخصية
ولد عام 2002 في مدينة منية النصر بمحافظة الدقهلية. بدأ نشاطه المسرحي عام 2017 من خلال المشاركة في نوادي المسرح والنشاطات الفنية الشبابية.

## الحياة المهنية

### التمثيل
شارك كممثل في العرض المسرحي صفر… قصة لم تكتمل على مسرح أم كلثوم بالمنصورة ضمن فعاليات مهرجان نوادي المسرح الإقليمي لعام 2022.

### التأليف والإخراج
قدّم عرض عيد الحواديت في فبراير 2025، الذي حمل توقيعه في التأليف والإخراج، ضمن ختام فعاليات نوادي مسرح الطفل في محافظة الدقهلية.

### التصميم الفني
شارك في العمل الفني من خلال تصميم الإضاءة لعرض غابة الأمنيات المقدم ضمن عروض مسرح الطفل في فرع ثقافة الدقهلية، أبريل 2025.

## أعمال مختارة
- **عيد الحواديت** – تأليف وإخراج (2025)
- **غابة الأمنيات** – تصميم إضاءة (2025)
- **صفر… قصة لم تكتمل** – ممثل (2022)